# Такова
Такова — река в Томском районе Томской области России. Устье реки находится в 29 км по левому берегу реки Басандайка, возле деревни Вороново. Длина реки составляет 10 км.
Река протекает через деревню Белоусово, где принимает безымянный приток, на котором сооружены две дамбы. Через верхнюю по течению дамбу проходит асфальтированная дорога 69-Н9. Пруд, образованный нижней дамбой, используется для купания и хозяйственных целей.

## Данные водного реестра
По данным государственного водного реестра России относится к Верхнеобскому бассейновому округу, водохозяйственный участок реки — Томь от города Кемерово и до устья, речной подбассейн реки — Томь. Речной бассейн реки — (Верхняя) Обь до впадения Иртыша.